# Cheilosia crassiseta
Cheilosia crassiseta là một loài ruồi trong họ Ruồi giả ong (Syrphidae). Loài này được Loew mô tả khoa học đầu tiên năm 1859. Cheilosia crassiseta phân bố ở vùng Cổ Bắc giới